# Blood of the Nations
Blood of the Nations là album phòng thu thứ 12 của ban nhạc heavy metal người Đức Accept. Đây là album phòng thu đầu tiên của ban nhạc kể từ Predator (1996) và là album đầu tiên có sự tham gia của giọng ca Mark Tornillo và tay trống Stefan Schwarzmann. Đây là album đầu tiên của Accept vắng mặt ca sĩ Udo Dirkschneider ở vị trí hát chính kể từ Eat the Heat (1989) và lần đầu có sự tham gia của nghệ sĩ guitar Herman Frank kể từ Balls to the Wall (1983).

## Hoàn cảnh ra đời
Ngày 14 tháng 5 năm 2009, Udo Dirkschneider chính thức thông báo ông sẽ không tham gia các dự án tái hợp được đồn thổi của Accept. Cuối tháng 5 năm 2009, những tin đồn về khả năng Accept trở lại hoạt động đã xuất hiện, khi tay bass Peter Baltes tiết lộ anh đã dành dịp cuối tuần "tấu nhạc thật tốc độ" với nghệ sĩ guitar Wolf Hoffmann tại tư gia của anh ở Pennsylvania. Baltes giải thích: "Chúng tôi đang làm những tác phẩm tuyệt vời. Tôi sẽ cho mọi người biết sớm nhất có thể. Hãy làm 'Metal Heart' (biệt danh của Accept) đập trở lại nào."
Tại một buổi chơi nhạc ngẫu hứng thân mật, Accept tình cờ gặp Mark Tornillo (cựu ca sĩ của T.T. Quick), ngay sau đó Tornillo được thông báo làm giọng ca mới của nhóm. Nhóm đã tiến hành sáng tác và thu âm album mới với Andy Sneap (nổi tiếng nhờ hợp tác với Megadeth, Sabbat, BLAZE, Exodus, Testament, Arch Enemy và Onslaught) làm nhà sản xuất. Album có nhan đề Blood of the Nations, là album tự sáng tác đầu tiên của Accept sau 14 năm.

## Phát hành và lưu diễn
Ngày 13 tháng 6 năm 2010, Accept diễn khai mạc cho AC/DC ở Stuttgart, Đức. Ngày 25 tháng 6 năm 2010, họ giành suất diễn chính tại của nhạc hội Sonisphere Festival ở Romania và Thổ Nhĩ Kỳ. Với buổi diễn kéo dài hơn hai tiếng đồng hồ, họ trình bày các bài nhạc kinh điển như "Balls to the Wall", "Metal Heart" và "Princess of the Dawn" cùng các sáng tác trong album mới. Ngày 20 tháng 8 năm 2010, Blood of the Nations được phát hành ở thị trường châu Âu và ra mắt ở vị trí thứ tư trên bảng xếp hạng German Media Control Charts. Đây cũng là tác phẩm có màn ra mắt cao thứ thứ hai của ban nhạc trên bảng xếp hạng ấy suốt sự nghiệp của họ.
Ngày 4 tháng 9 năm 2010, Blood of the Nations được phát hành ở Nhật Bản, sau đó được phát hành ở Hoa Kỳ vào ngày 18 tháng 9. Accept thực tour diễn hè kéo dài 80 ngày trên quãng đường 65.000 km và trình diễn trước hơn 450.000 người hâm mộ. Tháng 10 năm 2010, ban nhạc có mặt ở nhạc hội Loud Park của Nhật Bản ở ngoài Tokyo. Họ diễn trước 40.000 người hâm mộ cùng với Ozzy Osbourne, Motörhead và Stone Sour.
Ngày 4 tháng 9 năm 2010, Blood of the Nations được phát hành ở Nhật Bản, sau đó được phát hành ở Hoa Kỳ vào ngày 18 tháng 9. Accept thực tour diễn hè kéo dài 80 ngày trên quãng đường 65.000 km và trình diễn trước hơn 450.000 người hâm mộ. Tháng 10 năm 2010, ban nhạc có mặt ở nhạc hội Loud Park của Nhật Bản ở ngoài Tokyo. Họ diễn trước 40.000 người hâm mộ cùng với Ozzy Osbourne, Motörhead và Stone Sour.

## Đón nhận
| Đánh giá chuyên môn           | Đánh giá chuyên môn |
| Nguồn đánh giá                | Nguồn đánh giá      |
| Nguồn                         | Đánh giá            |
| ----------------------------- | ------------------- |
| AllMusic                      | [ 6 ]               |
| Blabbermouth.net              | 8,5/10              |
| Brave Words & Bloody Knuckles | 8,5/10              |
| Classic Rock                  | [ 9 ]               |
| Metal Hammer (Đức)            | 6/7                 |
| Rock Hard                     | 9,0/10              |

Kể từ khi phát hành, Blood of the Nations đã nhận được những đánh giá tích cực. Nhà phê bình Scott Alisoglu của Blabbermouth.net đánh giá cao album, cho rằng Blood of the Nations "là liều thuốc tiếp sức mà những người hâm mộ heavy metal truyền thống đang cần" và chấm album điểm 8,5 trên 10. Album cũng nhận được bài đánh giá tích cực từ trang Music Review, khi nhà phê bình Sergio Pereira nhận xét: "Đây không còn là những đĩa đơn dài ba phút thân thiện với radio nữa, Blood of the Nations là hiện thân của metal – thứ nhạc metal cứng rắn và lạnh lùng", đồng thời lưu ý rằng những đoạn guitar solo dài một phút như trong bài "Pandemic" là hiện tượng hiếm thấy trong âm nhạc đương đại.
Blood of the Nations ra mắt ở vị trí số bốn trên bảng xếp hạng album của Đức, trở thành album được xếp hạng cao nhất của Accept kể từ Russian Roulette (1986) và cao thứ hai trong toàn bộ sự nghiệp của nhóm. Sau đó, album Blind Rage (2014) đã ra mắt ở vị trí quán quân. Đây cũng là album đầu tiên của Accept lọt vào Billboard 200 kể từ Eat the Heat (1989), song chỉ đạt vị trí cao nhất là hạng 187 - vị trí xếp hạng thấp nhất của ban nhạc tính đến nay.

### Ghi danh
Năm 2010, diễn đàn The Dinosaur Rock Guitar ghi danh Blood of the Nations bằng một giải Dino cho "Album của năm". Album này đã thắng hai giải Metal Storm cùng năm ấy khi được bầu chọn là "Album heavy metal xuất sắc nhất" và "Bất ngờ lớn nhất". Năm 2013, album được bầu chọn là "Album tái xuất ấn tượng số 1" trong một cuộc thăm dò của VH1, đồng thời Metal Shock Finland ghi danh nhạc phẩm là "Album tái xuất gây chấn động nhất". Tại lễ trao giải Metal Hammer phiên bản Đức vào năm 2011, bài hát "Teutonic Terror" đã giành chiến thắng hạng mục "Metal Anthem" (Bản nhạc metal bất hủ).

## Danh sách ca khúc
| Original Edition | Original Edition       | Original Edition |
| STT              | Nhan đề                | Thời lượng       |
| ---------------- | ---------------------- | ---------------- |
| 1.               | "Beat the Bastards"    | 5:25             |
| 2.               | "Teutonic Terror"      | 5:15             |
| 3.               | "The Abyss"            | 6:50             |
| 4.               | "Blood of the Nations" | 5:39             |
| 5.               | "Shades of Death"      | 7:31             |
| 6.               | "Locked and Loaded"    | 4:29             |
| 7.               | "Time Machine"         | 5:25             |
| 8.               | "Kill The Pain"        | 5:47             |
| 9.               | "Rolling Thunder"      | 4:53             |
| 10.              | "Pandemic"             | 5:37             |
| 11.              | "New World Comin'"     | 4:57             |
| 12.              | "No Shelter"           | 6:04             |
| 13.              | "Bucket Full of Hate"  | 5:08             |

| Bonus Track | Bonus Track        | Bonus Track |
| STT         | Nhan đề            | Thời lượng  |
| ----------- | ------------------ | ----------- |
| 14.         | "Land of the Free" | 4:51        |

## Đội hình sản xuất
- Mark Tornillo – hát chính
- Wolf Hoffmann – lead và rhythm guitar
- Herman Frank – rhythm guitar, lead guitar trong bài "Rolling Thunder"
- Peter Baltes – guitar bass
- Stefan Schwarzmann – trống

## Xếp hạng
| Bảng xếp hạng (2010)                     | VỊ trí cao nhất |
| ---------------------------------------- | --------------- |
| Album Áo (Ö3 Austria)                    | 19              |
| Album Bỉ (Ultratop Wallonie)             | 59              |
| Album Séc (ČNS IFPI)                     | 27              |
| Album Phần Lan (Suomen virallinen lista) | 9               |
| Album Pháp (SNEP)                        | 72              |
| Album Đức (Offizielle Top 100)           | 4               |
| Album Hungaria (MAHASZ)                  | 7               |
| Album Nhật Bản (Oricon)                  | 74              |
| Album Tây Ban Nha (PROMUSICAE)           | 78              |
| Album Thụy Điển (Sverigetopplistan)      | 7               |
| Album Thụy Sĩ (Schweizer Hitparade)      | 15              |
| Album Hoa Kỳ Billboard 200               | 187             |
| Album Hoa Kỳ Independent (Billboard)     | 41              |
| Album Hoa Kỳ Top Hard Rock (Billboard)   | 19              |